# Wilmore (Pennsilvània)
Wilmore és una població dels Estats Units a l'estat de Pennsilvània. Segons el cens del 2000 tenia 252 habitants.

## Demografia
Segons el cens del 2000, Wilmore tenia 252 habitants, 89 habitatges, i 64 famílies. La densitat de població era de 286,2 habitants per km².
Per edats la població es repartia de la següent manera: un 32,9% tenia menys de 18 anys, un 4,4% entre 18 i 24, un 29% entre 25 i 44, un 14,3% de 45 a 60 i un 19,4% 65 anys o més.
L'edat mediana era de 36 anys. Per cada 100 dones de 18 o més anys hi havia 87,8 homes.
La renda mediana per habitatge era de 31.719$ i la renda mediana per família de 35.000$. Els homes tenien una renda mediana de 30.357$ mentre que les dones 17.813$. La renda per capita de la població era de 12.075$. Entorn del 4,8% de les famílies i el 9,4% de la població estaven per davall del llindar de pobresa.

## Poblacions més properes
El següent diagrama mostra les poblacions més properes.